# Falciot cuaespinós de Cassin
El falciot cuaespinós de Cassin (Neafrapus cassini) és una espècie d'ocell de la família dels apòdids (Apodidae). Habita la selva humida d'Àfrica central i oriental, a Sierra Leone, Libèria, Costa d'Ivori, Ghana, sud de Nigèria, sud-oest de Camerun, Bioko, Guinea Equatorial, el Gabon, República del Congo, sud-oest de la República Centreafricana, nord i est de la República Democràtica del Congo i oest d'Uganda.